# Зимостойкость

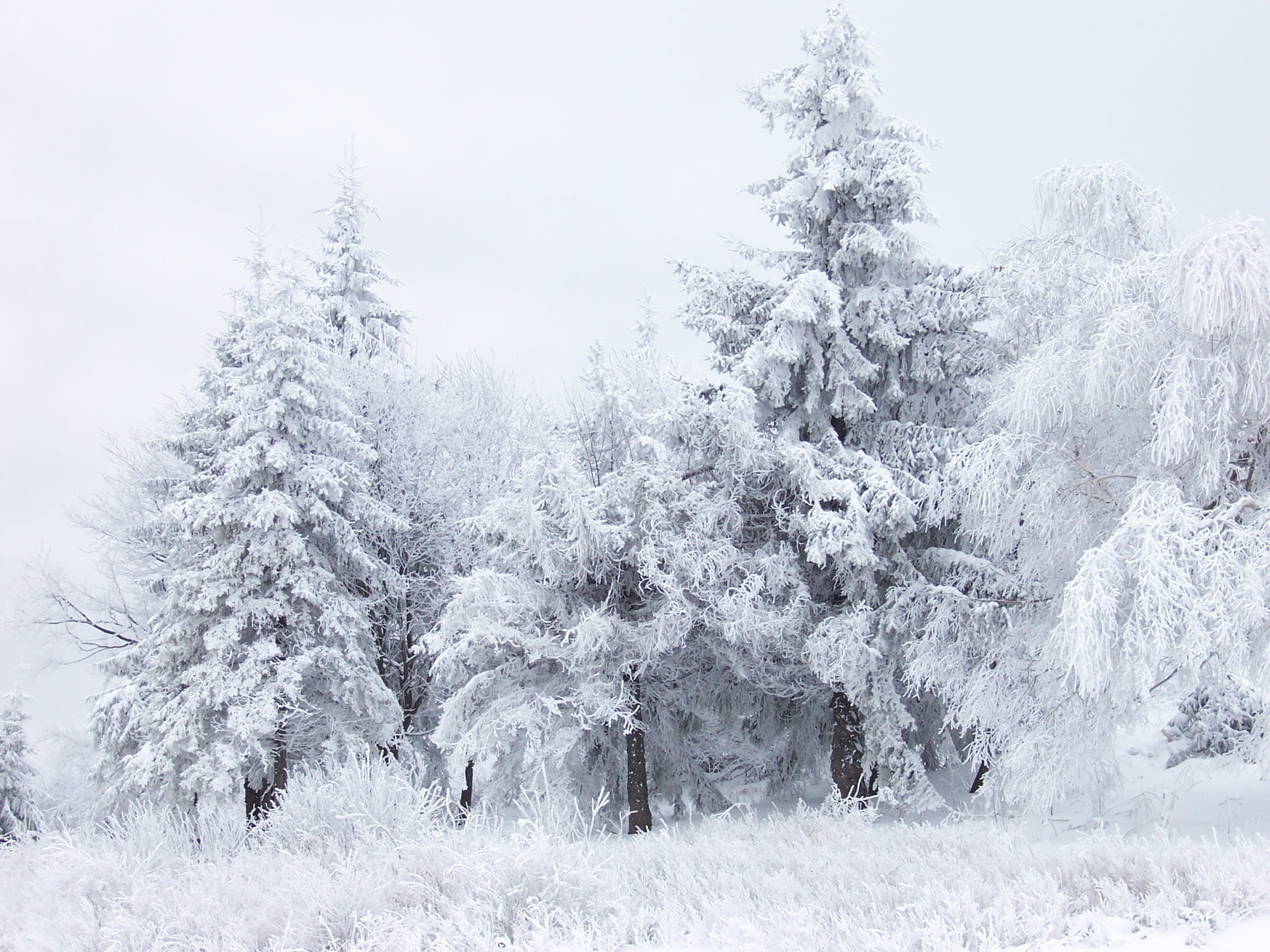

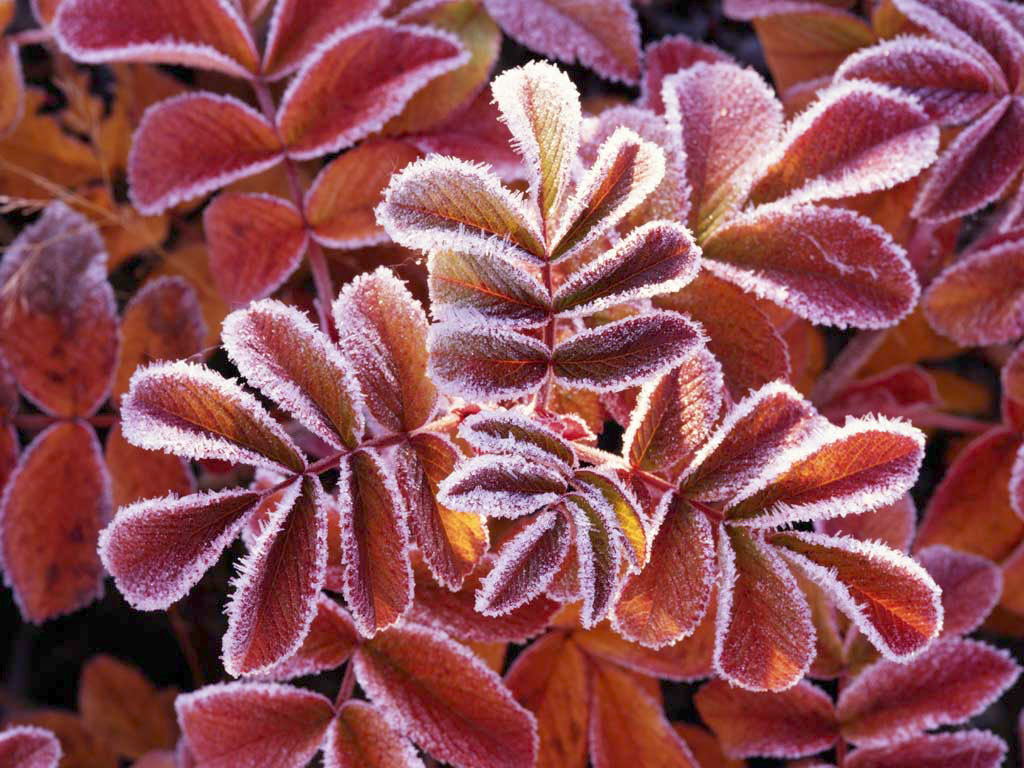

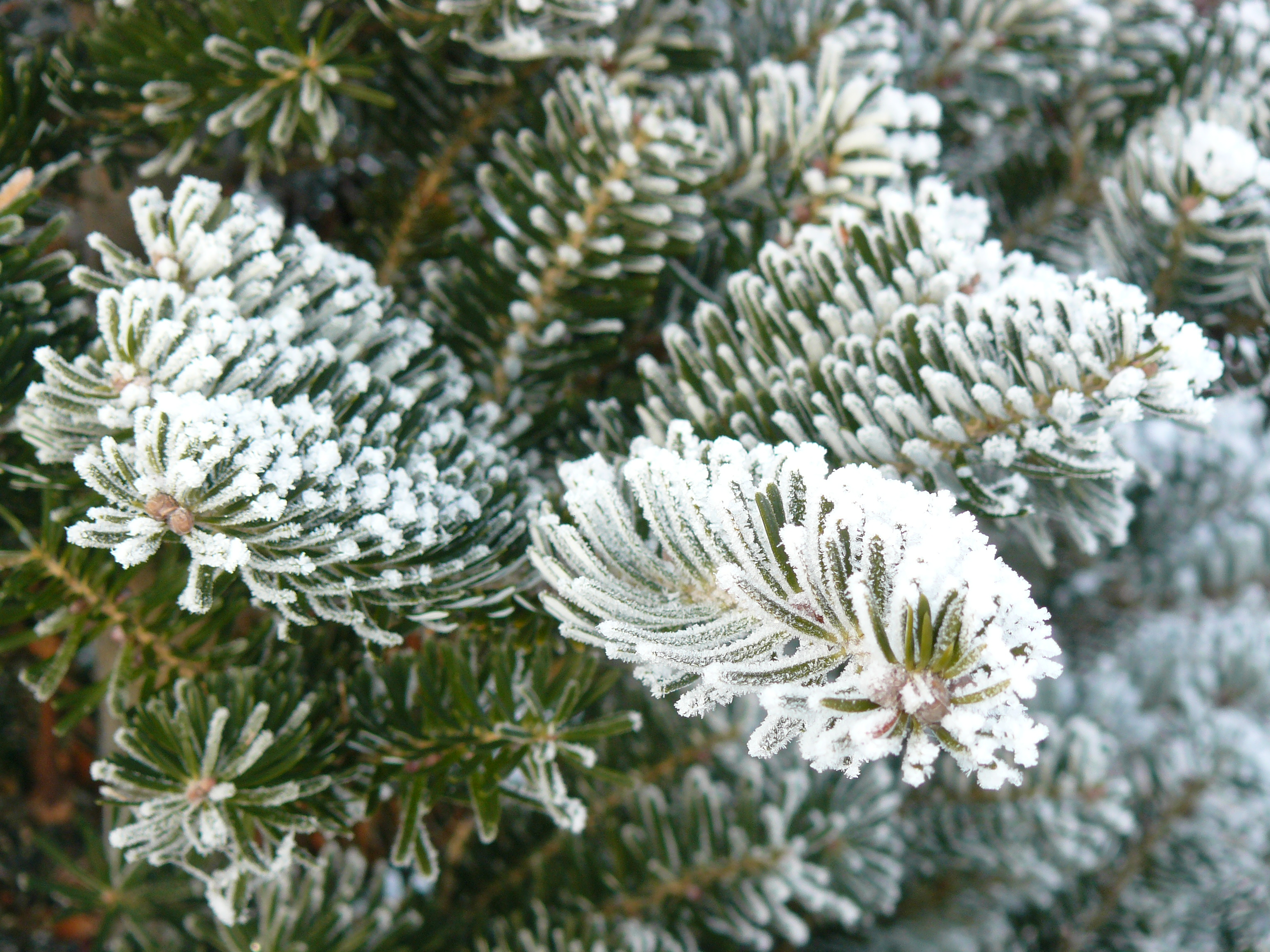

Зимосто́йкость — способность растений противостоять комплексу воздействий внешней среды на протяжении зимнего и ранневесеннего периодов.

## Описание
При сильных морозах в результате образования льда в клетках или межклеточном пространстве может произойти повреждение тканей. Появляющаяся при оттепелях ледяная корка ухудшает аэрацию клеток и ослабляет морозостойкость растений. Растения, долго находящиеся под глубоким снегом при температуре около 0 °С, страдают от истощения и поражения грибами. Вследствие образования в почве ледяной прослойки, разрывающей корни, происходит выпирание растений. Часто наблюдается одновременное действие многих из этих неблагоприятных факторов.
Зимостойкость и морозостойкость растений развиваются к началу зимы в процессе закаливания растений. Растения могут переносить морозы: озимая рожь до −30 °С, озимая пшеница до −25 °С, некоторые виды и сорта яблони до −40 °С. Устойчивость растений к выпреванию обеспечивается: накоплением в них к началу зимы большого количества сахаров и других запасных веществ; экономным расходованием растениями (при температуре около 0 °С) запасных веществ на дыхание и рост; защитой растений от грибных болезней. Устойчивость растений к выпиранию обусловливается мощностью и растяжимостью корней. Выпирание наблюдается чаще на плотных, перегнойных и влажных почвах при повторном их замерзании и оттаивании. Опасен и осенний застой воды; при нём ухудшается закаливание растений, и они легче повреждаются морозами. Ещё более губителен застой воды весной; ослабленные и повреждённые зимой растения отмирают при недостатке аэрации.
Зимостойкость — понятие очень изменчивое. Она меняется с возрастом растений, зависит от ветрового режима, микроклимата, типа и влажности почвы участка произрастания.
На адаптацию интродуцированных растений в средней полосе России решающее влияние оказывает минимальная температура воздуха и почвы зимой, продолжительность сильных морозов, сумма отрицательных температур в холодную часть года, колебания суточных температур в конце зимы и в период оттепелей. Важное значение для результатов перезимовки имеет количество тепла в вегетационный сезон. Неблагоприятны длительные зимние оттепели, особенно во второй половине зимы, так как при потеплении начинаются ростовые процессы и растения выходят из состояния покоя. При возврате холодов они могут быть повреждены даже незначительными морозами. К неблагоприятным последствиям таких оттепелей относится уменьшение или исчезновение защитного снежного покрова.
Особенно негативно влияют на растения так называемые аномально суровые, или критические, зимы. Последствия аномально тёплых зим сказываются прежде всего на цветении и плодоношении из-за повреждений начавших рост почек в результате возврата холодов. После суровых зим, как правило, наблюдается массовая гибель или очень сильные обмерзания до уровня снега или всей надземной части.
В связи с интенсивной интродукцией новых для России видов и форм декоративных садовых растений, вопрос об устойчивости интродуцентов в настоящее время крайне актуален и широко обсуждается. Признаётся, что в большинстве случаев критическим фактором выживания древесных растений в открытом грунте умеренных областей мира является минимальная температура воздуха в зимний период. Но нельзя исключать и другие факторы. Ранжировка по зонам морозостойкости может служить лишь примерным ориентиром. Местный климат внутри каждой зоны может значительно варьировать в зависимости от высоты местности над уровнем моря, экспозиции склонов, влияния речных долин, городов, водоёмов, розы ветров и других факторов.
Наиболее губительное действие на растения оказывает не средний уровень зимних температур, а наиболее суровые, хотя и кратковременные морозы. Величины, близкие к абсолютному минимуму, встречаются редко, один раз в 50—80 лет, поэтому на практике в качестве показателя морозоопасности пользуются средними из абсолютных минимумов температуры воздуха.

## Оценка зимостойкости
Для оценки степени зимостойкости деревьев и кустарников в России наиболее распространенной считается семибалльная шкала Главного ботанического сада, основанная на степени обмерзания растений. Деревья, имеющие баллы 6—7, считаются зимостойкими, 5 — среднезимостойкими, с баллом 4 — слабозимостойкими и 1—2 — незимостойкими.

## Шкала оценки зимостойкости растений
Ботанические сады используют, в основном, методику Лапина П. И. и Сидневой С. В. (1973), в которой шкала делится на 7 баллов:
I — повреждений нет (растение не обмерзает);

II — обмерзает не более половины длины однолетних побегов;

III — обмерзают однолетние побеги полностью;

IV — обмерзают двулетние и более старые части растений;

V — обмерзает крона до уровня снегового покрова;

VI — обмерзает вся надземная часть;

VII — растение вымерзает полностью.